# Monique Landry
Pour les articles homonymes, voir Landry.
Monique Landry (née le 25 décembre 1937) est une administratrice, femme d'affaires, physiothérapeute et femme politique fédéral du Québec.

## Biographie
Née à Montréal, elle entame sa carrière politique en devenant député du Parti progressiste-conservateur dans la circonscription de Blainville—Deux-Montagnes en 1984. Nouvellement élue, elle devint immédiatement secrétaire parlementaire de secrétaire d'État de Canada. Elle devint ensuite secrétaire parlementaire du ministre du Commerce international. 
Elle joignit le Cabinet du gouvernement Brian Mulroney en 1986 en devenant ministre des Relations extérieures et ministre responsable de la Francophonie. De 1991 à 1993, elle devint ministre d'État des Affaires indiennes et Développement du nord.
En janvier 1993, elle est promue Secrétaire d'État de Canada. Lorsque Kim Campbell succéda à Mulroney, elle est nommée ministre des Communications. Lorsque les Progressistes-conservateurs perdirent le pouvoir en 1993 elle met fin à sa carrière politique.